# Bleskový šach

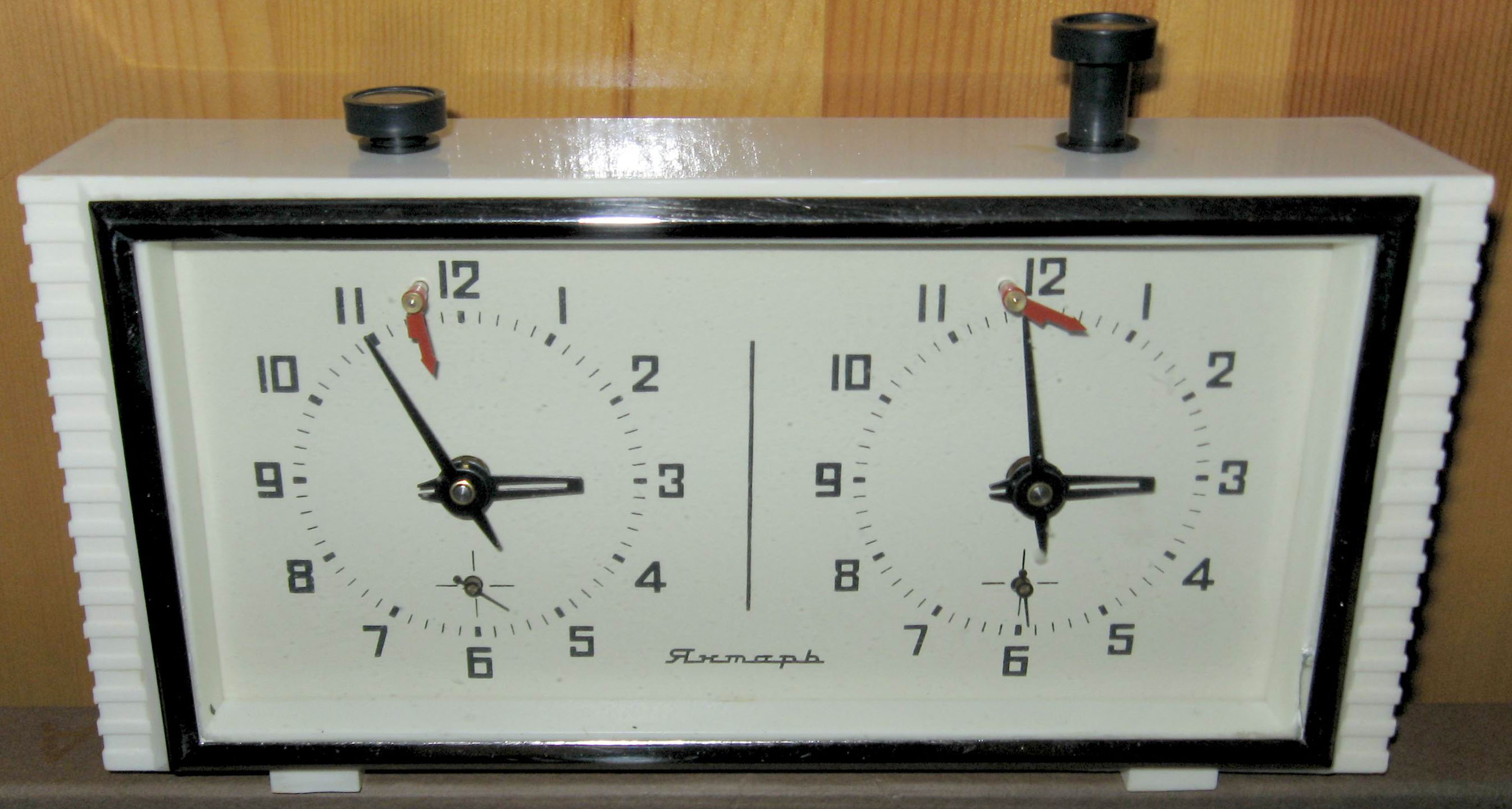
Na ciferníku vpravo se již začíná zvedat praporek. To signalizuje, že mnoho času už nezbývá

Bleskový šach též bleskovka nebo blicka je šachová partie, ve které má dle pravidel FIDE hráč na rozmyšlenou nanejvýš 10 minut (pokud se přidává čas, tak se jedná o součet počátečního času a 60 přídavků). Obvykle se ale tím rozumí partie, která se hraje tempem, ve které má každý z hráčů 5 minut na partii. Ve volných partiích je hra v bleskovém šachu mezi šachisty oblíbená, často se také hraje online na Internetu, přičemž hráči hrávají i s tempem menším než 5 minut na partii. Vzhledem k nedostatku času může být blesková hra plná taktických a strategických chyb nebo nepřesností, divácky je ale atraktivní.

## Pravidla
Hraje se podle standardních šachových pravidel. Navíc hráč okamžitě dostává minutu navíc, pokud jeho soupeř provede nemožný tah (přehlédne šach, zruší absolutní vazbu, táhne některou figurkou v rozporu s pravidly) a soupeř tuto chybu reklamuje. Druhý nemožný tah prohrává partii.

## Soutěže

### Svět
Mistry světa v bleskovém šachu zachycuje následující tabulka:
| Rok  | Jméno             | Země          |
| ---- | ----------------- | ------------- |
| 1988 | Michail Tal       | Sovětský svaz |
| 2006 | Alexandr Griščuk  | Rusko         |
| 2007 | Vasilij Ivančuk   | Ukrajina      |
| 2008 | Leinier Domínguez | Kuba          |
| 2009 | Magnus Carlsen    | Norsko        |
| 2010 | Levon Aronian     | Arménie       |

### Česko
Každoročně se koná Mistrovství České republiky v bleskovém šachu. Naším nejlepším hráčem v blesk šachu je David Navara, který vyhrál jak MČR, tak v roce 2015 i ME. (Česko má tedy nejlepšího blesk šachistu Evropy.) Jeho bleskové (blitz) Elo se pohybuje kolem 2800 a patří mezi 20 nejlepších blitz šachistů světa.

## Vztah mistrů světa v šachu k bleskovým šachům
Menší část šachistů bleskový šach odmítá s tím, že vede k povrchnosti, mezi ně patřil Michail Botvinnik. Jiní naopak míní, že bleskové partie rozšiřují kombinační schopnosti. Velmi dobrými výsledky v bleskovém šachu vynikali mistři světa Michail Tal a Bobby Fischer.